# Javier Balderas
Francisco Javier Balderas Cejudo (Bilbao, Vizcaya, 6 de abril de 1963) es un abogado, jurista y profesor universitario español.

## Biografía
Balderas nació en Bilbao in 1969, en una familia de cuatro hijos. Se licenció en Derecho en la Universidad del País Vasco, en el campus de San Sebastián (Ibaeta).
Trabajó como asesor legal del sindicato Comisiones Obreras (CCOO) en Bilbao durante unos años. Posteriormente, comenzó a ejercer la abogacía, como abogado colegiado en el Colegio de Abogados de Vizcaya. Colaboró con distintos despachos de abogados. Ha llevado casos ante el Tribunal Supremo o el Tribunal Constitucional. Entre otros, en el año 2012 llevó un caso sobre regímenes fiscales especiales ante el Tribunal de Justicia del País Vasco, en el que obtuvo una estimación total.
También es profesor universitario en la Universidad del País Vasco o en la Universidad Abierta de Cataluña. También colabora con el Colegio de Abogados de Vizcaya como ponente en distintos cursos y jornadas, en temas de Derecho de Seguro, Derecho de familia o Derecho penal.

## Vida personal
Su hermana es Adela Balderas, profesora universitaria y académica de la Universidad de Oxford.